# 合轴荚蒾
合轴荚蒾（学名：Viburnum sympodiale）又名假繡球，是五福花科荚蒾属的植物。分布在台灣本島以及中国大陆的福建、四川、贵州、浙江、陕西、广西、江西、湖北、广东、云南、湖南、安徽、甘肃等地，生长于海拔800米至2,600米的地区，多生长于林下以及灌丛中。

## 异名
- Viburnum furcatum auct. non Blume

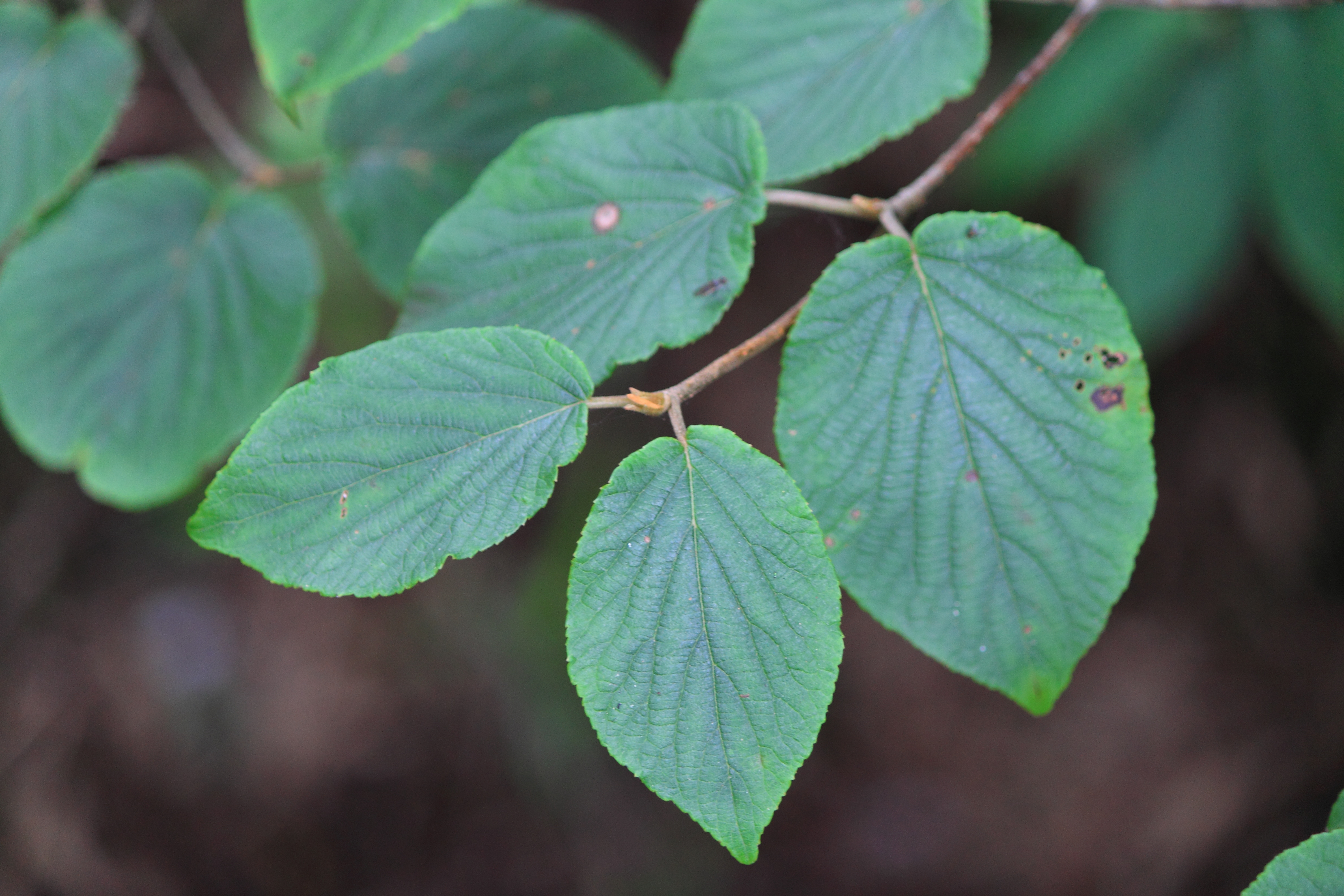
叶
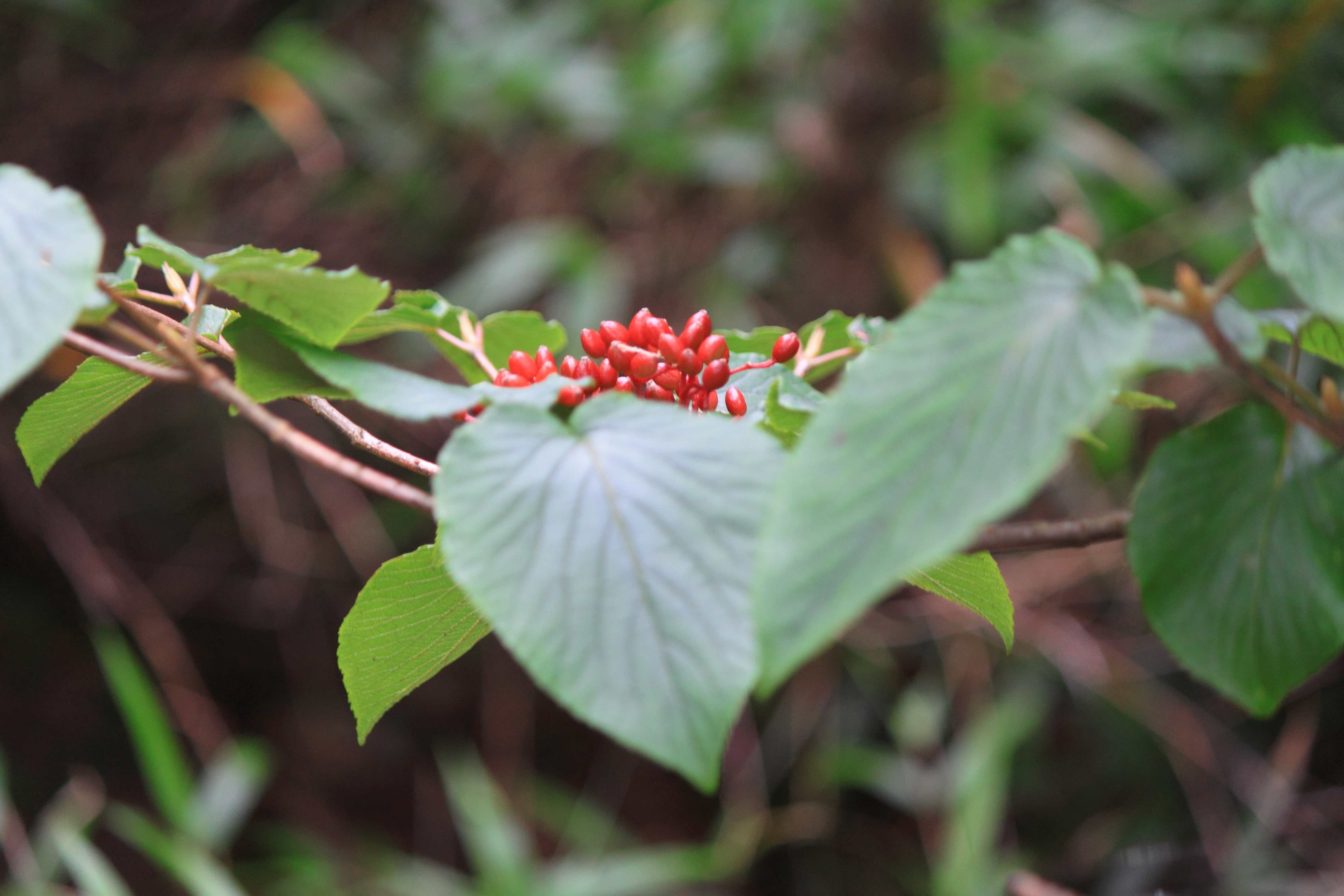
果